# Antonio Gassó
Antonio Gassó Fuentes (Játiva, 5 de junio de 1919 - Castellón de la Plana, 4 de agosto de 1974) fue un piloto y militar español que luchó en la guerra civil española en defensa de la Segunda República Española, encuadrado en las Fuerzas Aéreas de la República Española.

## Biografía
Con el comienzo de la guerra civil española, se afilió a la Federación Universitaria Escolar (FUE) y a las Juventudes Socialistas Unificadas, terminando afiliado en el Partido Comunista de España. Entró como voluntario en las Fuerzas Aéreas Republicanas en 1938, siendo seleccionado (al haber falsificado su edad y su altura) para realizar los cursos de piloto en Kirovabad (hoy Ganyá, Azerbaiyán), de donde adquirió el apodo Gashkin. Gassó logró la graduación de sargento de aviación con fecha de 15 de septiembre de 1938. Al volver de la Unión Soviética, estuvo destinado en Lorca durante unos meses hasta que, a finales de marzo de 1939, se transladó a Alicante. 
Gassó y otros 18 aviadores embarcaron en el Stanbrook con destino Orán (Argelia francesa), pasando por numerosos centros, campos de concentración y de trabajo. El objetivo principal de los campos era la construcción del ferrocarril transahariano. Con la operación Torch y la liberación de los campos de Colomb-Béchar, Gassó decidió no luchar para la Resistencia francesa, al considerar que le habían maltratado, y se estableció en Marruecos aprovechando un encargo en Casablanca.
Tras el fin de la Segunda Guerra Mundial, declaró como testigo y víctima de las brutalidades ocurridas en el campo de Foum Defla. Asentado en Marruecos, trabajó como rotulista y se casó con Margot García, hija de un destacado líder comunista y exiliada republicana, a donde se asentó la familia.
Ante el violento movimiento nacionalista marroquí, la familia Gassó decide regresar a España a finales de 1959, estableciéndose en Castellón de la Plana, donde fallece en 1974.

## Obras
Su hija Laura publicó una transcripción de sus diarios con sus ilustraciones y dibujos en 2013, Diario de Gaskin. También se ha teatralizado su experiencia en los campos de concentración con la obra Gaskin bajo la dirección de Beatriz Fariza.